# لیمرسهایم
لیمرسهایم (به فرانسوی: Limersheim) یک کمون در فرانسه با جمعیت ۵۹۳ نفر است که در Canton of Erstein واقع شده‌است.